# Charles H. Moore

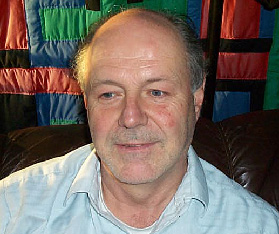
Charles H. Moore

Charles H. Moore (* 9. September 1938 in McKeesport, Pennsylvania) ist der Erfinder der Programmiersprache Forth und Mitgründer der Forth, Inc.

## Ausbildung
Moore wuchs in Flint, Michigan, USA auf und war der Abschiedsredner der Central High School (1956). Über ein National-Merit-Stipendium kam Moore zum MIT und trat später der Kappa Sigma Bruderschaft bei. Bachelor of Science in Physik wurde er 1960 mit einer Arbeit über Datenreduktion für den Gammastrahlen-Satelliten Explorer 11. Anschließend ging er (1961) nach Stanford und studierte dort 2 Jahre Mathematik.

## Programmierer
Er lernte Fortran II und einige Zeit später Lisp bei John McCarthy für den IBM 704, um damit Berechnungen für die optische Überwachung von Satellitenbahnen, zur Mondbeobachtung und Steuerung der Baker-Nunn-Kameras am Smithsonian Astrophysical Observatory (SAO) durchzuführen (1958). Das Programm zur Bestimmung der Flugbahnen von Satelliten optimierte er in Assemblersprache. Im Zuge seines Mathematikstudiums an der Fakultät für Informatik der Stanford University lernte er für den Burroughs B5500 Algol und nutzte die Gelegenheit, um damit nebenbei im Stanford Linear Accelerator Center (SLAC) die Steuerung für einen Elektronenbeschleuniger zu optimieren (1961). Als Charles H. Moore and Associates schrieb er einen Fortran-Algol-Konverter für den Time-Sharing-Service Realtime Systems, Inc. (RSI) und programmierte unter anderem einen Echtzeit-Gaschromatographen auf seinem ersten Minicomputer (1965). Für Mohasco Industries, Inc. in Amsterdam, New York lernte er auf einem IBM 1130 Cobol, um darauf die Software für den Entwurf von Teppichmustern zu programmieren (1968).

## Forth
Moore entwickelte Forth seit 1968 und baute seine persönliche Softwarebibliothek auf einem IBM 1130 auf, welcher am ersten graphikfähigen Terminal, das er gesehen hatte, angeschlossen war (IBM 2250). In den Jahren danach benutzte er Forth zur Steuerung des 11-m-Teleskops und des Empfängers des National Radio Astronomy Observatory (NRAO) am Kitt Peak für ein nationales Programm zur Beobachtung und Aufzeichnung von Millimeterwellen im All (1970).
Im Jahr 1973 gründete Moore mit Elizabeth Rather die Forth, Inc. und steuerte dafür 5.000 $ bei. In den darauffolgenden 10 Jahren portierte er Forthsysteme auf viele Mini-, Mikro- und Mainframe-Computer. Er programmierte damit zahlreiche Anwendungen von umfangreichen Datenbanken bis hin zur automatisierten Robotertechnik.
Im Jahre 1980 veröffentlichte er im Magazin Byte ein Sonderheft über „The Forth Language.“ Das Vorwort von Greg Williams stellt einen der seltenen Eindrücke von Leuten außerhalb der Forthwelt dar. Schließlich verließ Moore Forth, Inc. 1982, um sich  von nun an ausschließlich der Hardwareentwicklung zu widmen.

## Chips
Moore beabsichtigte die Leistungsfähigkeit seines Programmiersystems zu erhöhen, indem er die Forth-Architektur auch als Hardware verwirklichte. Er ist unter anderem Mitgründer von Novix, Inc. und implementierte (1983) den NC4000-Prozessor in einem Gate-Array. Dazu entwickelte und vertrieb er auch Bausätze. Ein Derivat davon wurde an Harris Semiconductor verkauft und als RTX2000 speziell für Weltraumanwendungen vermarktet (1988).
Als ein Mitglied der DBA Computer Cowboys entwarf er 1985 den Chip Sh-Boom aus Standardbauteilen, der noch immer vermarktet wird. Für den MuP21 entwickelte er 1990 sein eigenes Entwurfswerkzeug. Der MuP21 hat mehrere spezialisierte Prozessoren auf einem Chip. Auf Moores F21 wurde (1993) eine Netzwerk-Schnittstelle integriert. Danach gründete er die Gesellschaft iTv und entwarf 1996 den i21, mit einer ähnlichen Architektur, aber mit deutlich höherer Leistung gezielt für Internet-Anwendungen.
Zurück bei den Computer Cowboys entwickelte er colorForth, portierte sein VLSI-Entwurfswerkzeug ebenfalls dorthin und entwarf 2001 den Mikrocomputer c18, einen einfachen 18-Bit-Kern mit Stapelspeicher, von dem mehrere auf einem SEAforth 40C18 Platz finden. Mit einigen Leuten aus dem letzten Entwicklerteam gründete Moore 2009 die GreenArrays, Inc., mit denen er eine Reihe neuer Multicomputerchips entwarf, die nun auf der Architektur des F18A aufbauen und somit eine Weiterentwicklung des c18 darstellen. Mit dem GA144 gelang es Moore, 144 Einheiten des F18A in einem Prozessor unterzubringen. Die Prozessoren sind dabei immer auf hohe Leistung und geringen Stromverbrauch ausgelegt.

## Auszeichnungen
- Auszeichnung für Beiträge zur Software Qualität und Computer Design, 1983. 
  - Die Plakette wurde unterzeichnet von Präsident Ronald Reagan.
- Ehrenmitglied der FIG auf Lebenszeit.
- Ehrenvorsitzender der FIG China, 1987
- Footsteps in an Empty Valley, Offete Enterprises, 1988

## Patente
- US 05070451 Forth Specific Language Microprocessor, 1991
- US 05319757 Forth Specific Language Microprocessor, 1995
- US 05440749 High performance, low cost microprocessor architecture, 1995
- US 05530890 High performance, low cost microprocessor, 1996
- US 05604915 Data processing system having load dependent bus timing, 1997
- US 05659703 Microprocessor system with hierarchical stack and method of operation, 1997
- US 05784584 High performance microprocessor using instructions that operate within instruction groups, 1998
- US 05809336 High performance microprocessor having variable speed system clock, 1998
- EP 0870226 Risc microprocessor architecture, 1997
- WO 9715001 Risc microprocessor architecture, 1997

## Letzte Publikationen
- Renaissance Development, Embedded Systems Conference, 1992
- The Evolution of Forth; Rather, Coburn, Moore; History of Programming Languages II, Addison-Wesley, 1996
- Dokumentation über den F21-Mikroprozessor bei  UltraTechnology, Inc. von Jeff Fox.